# 플로리다 조지아 라인
플로리다 조지아 라인(Florida Georgia Line)은 미국의 컨트리 남성 듀오다.